# Max Wirth
Max Wirth, född 27 januari 1822 i Breslau, död 18 juli 1900 i Wien, var en tysk nationalekonomisk skriftställare och publicist.
Wirth studerade vid Heidelbergs universitet 1839-43, var 1864-73 direktör för schweiziska statistiska byrån i Bern och framträdde då som förfäktare av internationell likformighet i fråga om statistiska uppgifter. År 1874 blev han medarbetare i Wientidningen "Neue Freien Presse", där han redigerade den ekonomiska avdelningen med bland annat regelbundna artiklar om den internationella penningmarknaden.
Bland Wirths utgivna arbeten förtjänar nämnas Grundzüge der Nationalökonomie (fyra band, 1865-73; flera upplagor), Geschichte der Handelskrisen (1858; fjärde upplagan 1890), Allgemeine Beschreibung und Statistik der Schweiz (tre band, 1870-75), Die Krisis in der Landwirtschaft (1881), Das Geld (1884; för guldmyntfot), Ungarn und seine Bodenschätze (1885) och Die Quellen des Reichtums (1886). Han var en bland de mest representativa anhängarna av den frihandelsvänliga, liberala riktningen i den tyska nationalekonomin, som anknöt till franska auktorer, särskilt Frédéric Bastiat.